# Degradado básico
El degradado básico es un término utilizado en el procesamiento de imágenes, el mismo identifica la pérdida de información gráfica que  se produce en una imagen producida por ordenador representada en tonos de gris cuando el número de tonos de gris utilizado es reducido y por lo tanto la imagen resultante se ve degradada y resulta en una pobre calidad. 
Producto del degradado básico la imagen que se obtiene presenta cambios de matiz con transiciones abruptas y fácilmente observables. En el ámbito de las artes gráficas, a este fenómeno se lo llama ´posterización´.  A veces los diseñadores gráficos utilizan la técnica de degradado básico en la producción de figuras a los efectos de otorgarles determinadas cualidades artísticas o visuales, y enfatizar elementos de contraste. 